# HC Chrudim
HC Chrudim (celým názvem: Hockey Club Chrudim) je český klub ledního hokeje, který sídlí ve městě Chrudim v Pardubickém kraji. Založen byl v roce 1975 pod názvem TJ Transporta Chrudim. Svůj současný název nese od roku 1995. Od sezóny 2011/12 působí v Pardubické krajské lize, čtvrté české nejvyšší soutěži ledního hokeje. Klubové barvy jsou černá, červená a bílá.
Své domácí zápasy odehrává na zimním stadionu Chrudim s kapacitou 1 744 diváků.

## Historie

### Počátky klubu
Historie chrudimského hokeje začíná v květnu 1926, kdy bylo rozhodnuto o zřízení kluziště. Samotný oddíl ledního hokeje v rámci AFK Chrudim ovšem vznikl až v roce 1931. Do hokejových soutěží se oddíl přihlásil až od sezóny 1934/35 a to do Východočeské župy II. tříd. V období před a za války se mužstvo pohybovalo mezi I. a II. třídou. V roce 1947 rozhodl MV Chrudim o vybudování zimního stadionu s umělou plochou. V rámci reorganizací byl klub přejmenován na Sokol Transporta Chrudim a zařazen do krajského přeboru, které hrál až do konce padesátých let, poté chrudimský hokej opět zaniká.

### Nová éra
Nová éra chrudimského hokeje začala 27. února 1974, kdy bylo rozhodnuto o výstavbě nového zimního stadionu a následný rok vznikl v rámci TJ Transporta i hokejový oddíl, který hrál už na novém stadionu. Klub hraje východočeský krajský přebor a to až do začátku 90. let. Jeden z největších úspěchů chrudimského hokeje se dostavuje v sezóně 1991/1992, kdy klub poprvé v historii postupuje do 2. ČNHL, hned v první sezóně se klub dostává až do kvalifikace o 1. ČNHL, která ovšem není úspěšná. Druhou ligu ovšem musí Chrudim z finančních důvodů po sezóně 1993/1994 prodat do Litomyšle. Od sezóny 1995/96 hraje klub už s novým názvem HC Chrudim opět východočeský krajský přebor, přejmenovaný na Východočeskou ligu.

### Nejúspěšnější léta klubu
Klub v sezónách 1999/00 a 2000/01 s přehledem vyhrává Východočeskou ligu a účastní se kvalifikace o 2. ligu, z nichž ta druhá je úspěšná a opět postupuje do druhé ligy. V první rok se klub zachraňuje až v baráži, ale další roky se trvale zabydluje ve středu tabulky. V roce 2003 je vyčleněn A-tým, pro jeho "lepší financování". Od sezóny 2005/06 se klub spojuje s týmem TJ Staré Jesenčany, hrající východočeskou ligu a stává se z něho chrudimská farma. Od roku 2007 je tým ze starých Jesenčan přejmenován na Chrudim "B". Tento rok také klub dosahuje obrovského úspěchu, když postupuje do 1. ligy. Největšího úspěchu dosáhne v sezóně 2008/09, kdy se umisťuje v základní části na skvělém 5. místě, ovšem nezvládne předkolo play-off s Benátkami nad Jizerou a prohrává 3:0 na zápasy. 1. liga se ale ukazuje jako finančně náročná soutěž a v důsledku nedostatku financí klub v sezóně 2010/11 končí na posledním místě a následná baráž je pro něj neúspěšná a následuje sestup. Na druhou ligu ovšem nejsou sehnány potřebné finance a A-tým tak není přihlášen do žádné soutěže a zaniká. Ve městě tak zůstává pouze B-tým, které spravuje sdružení, je vyškrtnuto označení B-týmu. Ten se už pod názvem HC Chrudim účastní Pardubického krajského přeboru.

## Historické názvy
Zdroj:
- 1975 – TJ Transporta Chrudim (Tělovýchovná jednota Transporta Chrudim)
- 1991 – fúze s VTJ Racek Pardubice ⇒ HC VTJ Transporta Chrudim (Hockey Club Vojenská tělovýchovná jednota Transporta Chrudim)
- 1995 – HC Chrudim (Hockey Club Chrudim)

## Přehled ligové účasti
Stručný přehled
Zdroj:
- 1991–1993: 2. ČNHL – sk. C (3. ligová úroveň v Československu)
- 1993–1994: 2. liga – sk. Východ (3. ligová úroveň v České republice)
- 1999–2001: Východočeský krajský přebor (4. ligová úroveň v České republice)
- 2001–2008: 2. liga – sk. Střed (3. ligová úroveň v České republice)
- 2008–2011: 1. liga (2. ligová úroveň v České republice)
- 2011–2012: Pardubická krajská liga (4. ligová úroveň v České republice)
- 2012–2013: Pardubická krajská liga – sk. Střed (4. ligová úroveň v České republice)
- 2013– : Pardubická krajská liga (4. ligová úroveň v České republice)

Jednotlivé ročníky
Zdroj:
Legenda: ZČ - základní část, červené podbarvení - sestup, zelené podbarvení - postup, fialové podbarvení - reorganizace, změna skupiny či soutěže
| Československo (1991 – 1993) |                                     |           |           |                                                            |                             |
| Sezóny                       | Soutěž                              | Úroveň    | ZČ        | Play-off, nadstavba, sk. o udržení...                      | Poznámky                    |
| 1991/92                      | 2. ČNHL – sk. C                     | 3. úroveň | 3. místo  |                                                            |                             |
| 1992/93                      | 2. ČNHL – sk. C                     | 3. úroveň | 2. místo  | Kvalifikace o 1. ligu – sk. F (3. místo)                   | Reorganizace                |
| Česko (1993 – )              |                                     |           |           |                                                            |                             |
| Sezóny                       | Soutěž                              | Úroveň    | ZČ        | Play-off, nadstavba, sk. o udržení...                      | Poznámky                    |
| 1993/94                      | 2. liga – sk. Východ                | 3. úroveň | 12. místo |                                                            | Prodej licence do Litomyšli |
| ...                          |                                     |           |           |                                                            |                             |
| 1999/00                      | Východočeský krajský přebor         | 4. úroveň | 1. místo  | Baráž o 2. ligu - 2. kolo, sk. A (6. místo)                |                             |
| 2000/01                      | Východočeský krajský přebor         | 4. úroveň | 1. místo  |                                                            | Baráž                       |
| 2001/02                      | 2. liga – sk. Střed                 | 3. úroveň | 12. místo | Ne                                                         | Baráž                       |
| 2002/03                      | 2. liga – sk. Střed                 | 3. úroveň | 9. místo  | Ne                                                         | sk. o udr.                  |
| 2003/04                      | 2. liga – sk. Střed                 | 3. úroveň | 12. místo | Ne                                                         | Baráž                       |
| 2004/05                      | 2. liga – sk. Střed                 | 3. úroveň | 10. místo | Ne                                                         | sk. o udr.                  |
| 2005/06                      | 2. liga – sk. Střed                 | 3. úroveň | 5. místo  | Čtvrtfinále (prohra 2:3 na zápasy s HC Jablonec nad Nisou) |                             |
| 2006/07                      | 2. liga – sk. Střed                 | 3. úroveň | 3. místo  | Semifinále (prohra 1:3 na zápasy s HC Vrchlabí)            |                             |
| 2007/08                      | 2. liga – sk. Střed                 | 3. úroveň | 2. místo  | Finále (výhra 3:1 na zápasy s HC Milevsko)                 | Kvalifikace                 |
| 2008/09                      | 1. liga                             | 2. úroveň | 5. místo  | Předkolo (prohra 0:3 na zápasy s HC Benátky nad Jizerou)   |                             |
| 2009/10                      | 1. liga                             | 2. úroveň | 13. místo | Ne                                                         | sk. o udr.                  |
| 2010/11                      | 1. liga                             | 2. úroveň | 14. místo | Baráž o 1. ligu (3. místo)                                 | Odhlášení ze soutěže        |
| 2011/12                      | Pardubická krajská liga             | 4. úroveň | 3. místo  | Finále                                                     | Reorganizace                |
| 2012/13                      | Pardubická krajská liga – sk. Střed | 4. úroveň | 2. místo  | Zápas o 3. místo (výhra)                                   | Reorganizace                |
| 2013/14                      | Pardubická krajská liga             | 4. úroveň | 5. místo  | Čtvrtfinále                                                |                             |
| 2014/15                      | Pardubická krajská liga             | 4. úroveň | 1. místo  | Finále                                                     |                             |
| 2015/16                      | Pardubická krajská liga             | 4. úroveň | 4. místo  | Čtvrtfinále                                                |                             |
| 2016/17                      | Pardubická krajská liga             | 4. úroveň | 5. místo  | Zápas o 3. místo (prohra)                                  |                             |
| 2017/18                      | Pardubická krajská liga             | 4. úroveň | 1. místo  | Čtvrtfinále                                                |                             |
| 2018/19                      | Pardubická krajská liga             | 4. úroveň | 2. místo  | Finále                                                     |                             |
| 2019/20                      | Pardubická krajská liga             | 4. úroveň |           |                                                            |                             |

## Významní hráči
- Zdeněk Formánek (* 1969) – vyřazený dres #9, místopředseda klubu
- Petr Průcha (* 1982) – vyřazený dres

## Mládež
V sezoně 2012/2013 dorost vyhrál krajský přebor a dostal se tak do ligy staršího dorostu. Tím přibyla v Chrudimi další kategorie. Dorost se rozdělil na mladší dorost, který hrál stále krajský přebor a na starší dorost, který hraje ligu staršího dorostu. Mladší dorost se po spojení s Pardubicemi dostal do ligy mladšího dorostu, kde hraje jako tým Pardubice B. V sezoně 2013/2014 junioři vyhráli krajský přebor a probojovali se tak do ligy juniorů. Všem kategoriím se zatím daří soutěže udržet a tak se v Chrudimi hrají už 3 ligové mládežnické soutěže.